# Hinterpommern

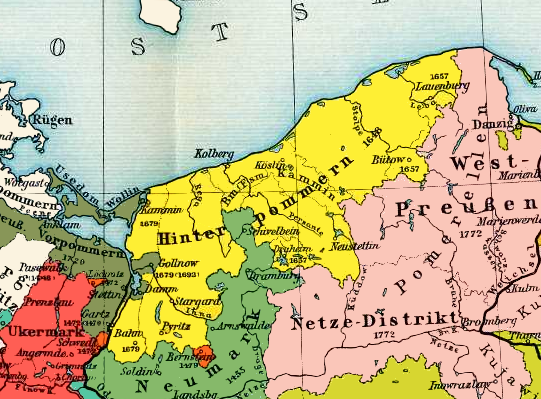
Hinterpommern (Gebietsstand nach 1679) in gelb

Hinterpommern, auch Ostpommern, ist der östlich der Oder gelegene größere Teil Pommerns. Vor dem Ende des Zweiten Weltkriegs 1945 war die Provinz Pommern in die drei Regierungsbezirke Köslin, Stettin und Stralsund unterteilt. Hinterpommern umfasste den Regierungsbezirk Köslin und den größten Teil des Regierungsbezirks Stettin. Seit Kriegsende liegt die Landschaft überwiegend in der polnischen Woiwodschaft Westpommern; der östliche Teil ist der Woiwodschaft Pommern zugeordnet. Der linksseitige Teil Pommerns heißt Vorpommern.
Es wurde bis 1945 fast ausschließlich von Deutschen besiedelt und nach Kriegsende unter polnische Verwaltung gestellt. Seit der Vertreibung der einheimischen Bevölkerung durch die polnische Administration ist das Gebiet fast ausschließlich von Polen bewohnt.

## Geographie
Hinterpommern ist von eiszeitlich geformten Moränen, Seen, Flüssen, sanften Hügeln und dichten Nadelwäldern geprägt; der westliche Teil umfasst mit dem Pyritzer Weizacker ein ausgesprochen fruchtbares Landwirtschaftsgebiet.
Im Hinterland der Ostseeküste verlaufen die Verkehrswege zwischen Stettin und Danzig.

## Geschichte

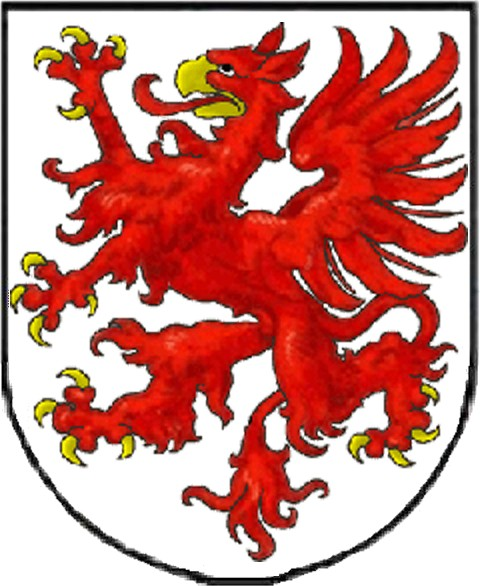
Wappen der Greifen

Hinterpommern war Teil des Siedlungsgebietes der Pomoranen (Pomerani). Letzterer Name tauchte erstmals zur Zeit Karls des Großen auf. Nach Kriegszügen zur Unterwerfung und Christianisierung war ganz Pommern seit 995 wiederholt unter die Herrschaft der polnischen Piasten geraten. Die polnische Oberhoheit endete um etwa 1135. Die ursprünglich slawischen Greifen (seit Wartislaw I.) waren Herzöge von Pommern bis 1637. Mit der Belehnung Herzog Bogislaws I. von Pommern 1181 im Lager von Lübeck waren sie Fürsten des Heiligen Römischen Reichs geworden. Sie warben zur Kolonisierung ihrer Ländereien deutsche Siedler an, so dass im 13. Jahrhundert zunächst die westlich der Oder gelegenen Landesteile, später aber auch die östlichen zu einem Teil des deutschen Siedlungsgebietes wurden. Die verbliebene slawische Bevölkerung wurde dabei im Laufe der Zeit größtenteils eingedeutscht.
Viele hinterpommersche Adelsfamilien, die dort bis zu ihrer nach 1945 vorgenommenen Vertreibung ansässig waren, haben slawische Wurzeln, z. B. die von Zitzewitz oder die von Borcke. Lediglich im östlichen Hinterpommern hielt sich mit den Kaschuben bis in die Neuzeit eine slawische Bevölkerungsgruppe. Ihre Assimilation seit dem 18. Jahrhundert führte je nach der Glaubensrichtung der Kirche, der sie sich angeschlossen hatten, entweder zur Germanisierung (evangelische Kirche) oder zur Polonisierung (katholische Kirche). Im Jahr 1905 befanden sich unter den 1.684.326 Einwohnern der Provinz Pommern im Osten Hinterpommerns, an der Grenze zu Westpreußen, 14.162 Einwohner mit polnischer und 310 mit kaschubischer Muttersprache.
Von 1295 bis 1464 gehörte das südwestliche Hinterpommern (die gesamte Region südwestlich des Flusses Ihna) zum Herzogtum Pommern-Stettin. Die anderen Gebiete gehörten in dieser Zeit zum Herzogtum Pommern-Wolgast, von dem sich seit Ende des 14. Jahrhunderts ein gesondertes Herzogtum Pommern-Wolgast-Stolp abteilte. Die Gebiete beiderseits des Unterlaufes der Persante mit den Städten Kolberg und Köslin bildeten seit dem Ende des 13. Jahrhunderts im Wesentlichen das Stift Cammin, also das weltliche Herrschaftsgebiet des Bischofs von Cammin.

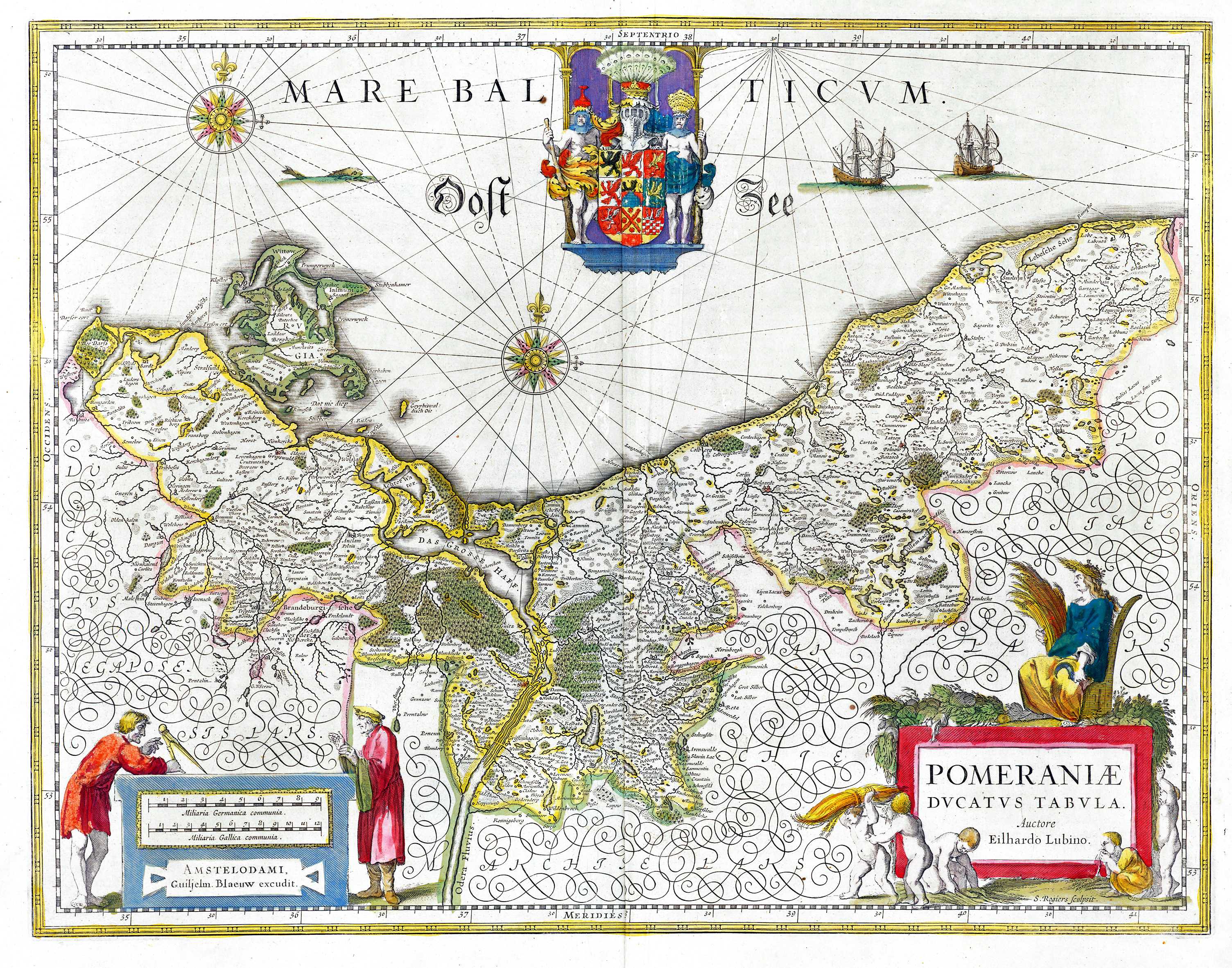
Pommern im Herzogtum der Greifen

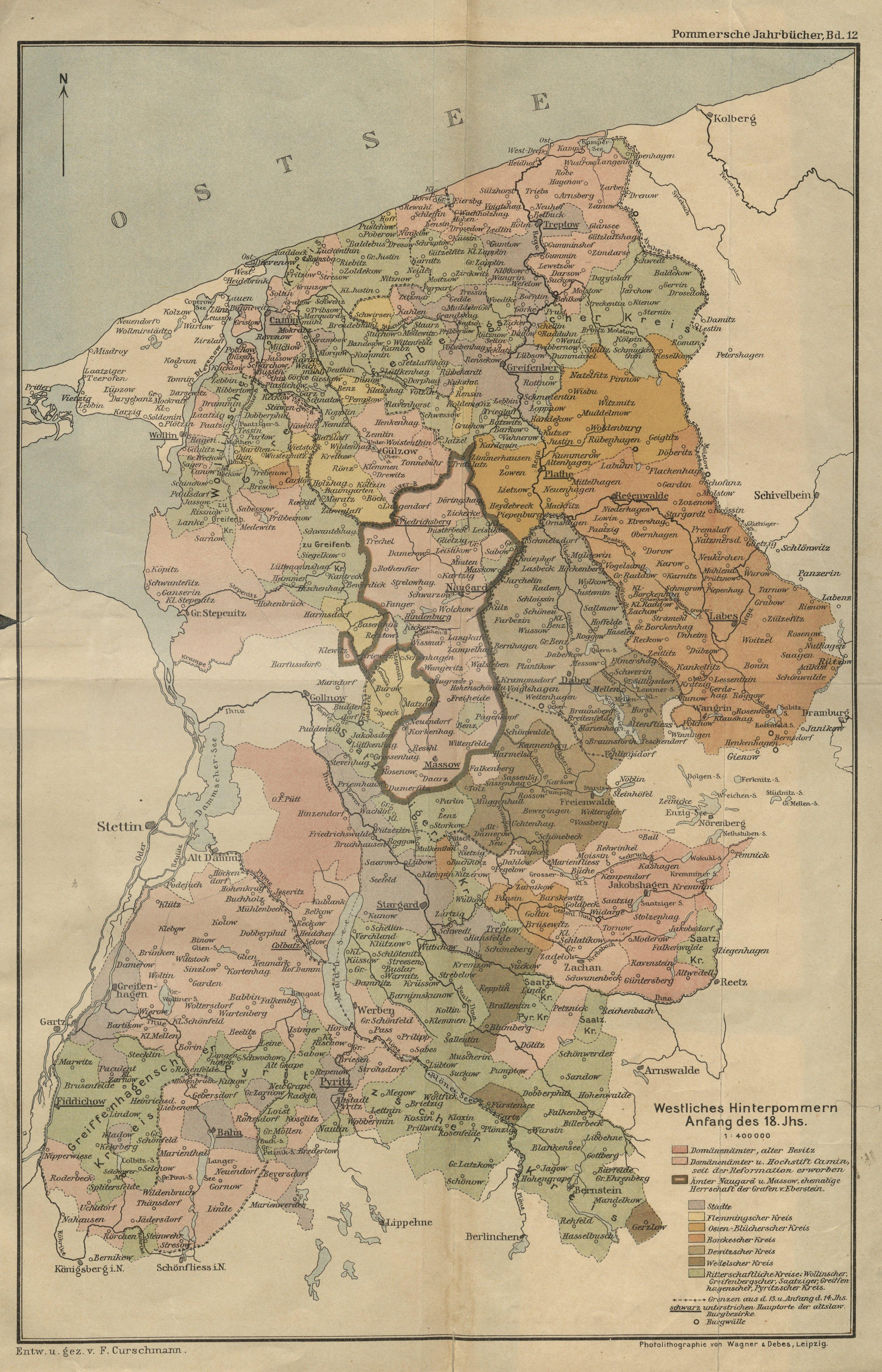
Westteil Hinterpommerns zum Anfang des 18. Jahrhunderts

Nach einer zeitweiligen Vereinigung der verschiedenen Landesteile unter Herzog Bogislaw X., reg. 1474–1523, teilten bereits seine Nachfolger das Land 1532 vorläufig und 1541 endgültig in ein Herzogtum Wolgast und ein Herzogtum Stettin, die erst unter dem letzten Herzog, Bogislaw XIV., ab 1625 wieder vereint werden konnten. Dabei umfasste das Stettiner Teilherzogtum diesmal in erster Linie die östlich der Oder gelegenen Gebiete, die seit 1466 noch um die Lande Lauenburg und Bütow im Osten erweitert worden waren. Letztere lagen aber außerhalb der Grenzen des Heiligen Römischen Reiches Deutscher Nation und waren zunächst Pfandbesitz, seit Anfang des 16. Jahrhunderts ein Lehen der polnischen Krone. Das Stift Cammin wurde nach der Reformation ab 1556 eine Sekundogenitur der pommerschen Herzöge. 1648 kam Hinterpommern, zunächst mit Ausnahme eines Streifens am östlichen Ufer von Oder und Dievenow, infolge des Westfälischen Friedens an Brandenburg-Preußen und blieb von 1815 bis 1945 als Teil der Provinz Pommern innerhalb des preußischen Staates.
Im März 1945 hatte die Rote Armee Hinterpommern erobert und der Verwaltung der Volksrepublik Polen unterstellt. Im August 1945 bestätigten im Potsdamer Abkommen die Westalliierten diese Verwaltungsmaßnahme. Hinterpommern wurde nach 1945 hauptsächlich mit Polen aus Zentralpolen oder aus dem Kresy besiedelt. Letztere waren zum Teil im Zuge der Zwangsumsiedlung von Polen aus den ehemaligen polnischen Ostgebieten 1944–1946 vertrieben worden oder freiwillig ausgesiedelt. Im Rahmen der Aktion Weichsel wurden auch Ukrainer aus Gebieten westlich der Curzon-Linie angesiedelt.
Die Unverletzlichkeit der Grenzziehung wurde von der DDR im Görlitzer Abkommen vom 6. Juli 1950, von der Bundesrepublik Deutschland unter Vorbehalt im Warschauer Vertrag vom 7. Dezember 1970 und vom vereinten Deutschland 1990 im Zwei-plus-Vier-Vertrag sowie im deutsch-polnischen Grenzvertrag vorbehaltlich einer zukünftigen Friedensregelung zugesichert.

## Sprache
Die mittelniederdeutsche Sprache (plattdeutsch) wurde durch den Zuzug deutscher Siedler im Zeitraum vom 12. bis 14. Jahrhundert nach Hinterpommern gebracht. Sie setzte sich seit dem 13. Jahrhundert als Umgangs- und Gerichtssprache durch. Seit der Reformation breitete sich auch die frühneuhochdeutsche Sprache aus, in Hinterpommern schneller als in Vorpommern und auf Rügen. In der zweiten Hälfte des 17. Jahrhunderts, insbesondere nach dem Übergang Hinterpommerns an Brandenburg, setzte sich die hochdeutsche Sprache als Amts- und Predigtsprache durch. Plattdeutsch blieb bis 1945 Umgangssprache insbesondere der Landbevölkerung. In den Dörfern lernten die Kinder meist erst in der Schule hochdeutsch.
Östlich von Stolp war auch die kaschubische Sprache vertreten und seit dem 17. Jahrhundert infolge der Rekatholisierung in der Gegend um Leba und Lauenburg die polnische Sprache.
Aufgrund der Vertreibung der Deutschen nach dem Zweiten Weltkrieg ist die Bevölkerung Hinterpommerns nunmehr ganz überwiegend polnischsprachig.

## Begrifflichkeit
Der Begriff Hinterpommern in seiner modernen Bedeutung basiert auf einer rein geographischen Unterscheidung, der der Verlauf des Oder-Stroms zugrunde liegt, und ist schon seit dem 19. Jahrhundert nicht mehr als Verwaltungseinheit zu verstehen. Im Gegensatz hierzu wurden im 18. Jahrhundert als Hinter-Pommern die östlich von Stettin gelegenen pommerschen Landkreise bezeichnet.

## Größere Städte
Die vier größten Städte:
- Kolberg/Kołobrzeg
- Köslin/Koszalin
- Stargard in Pommern/Stargard
- Stolp/Słupsk

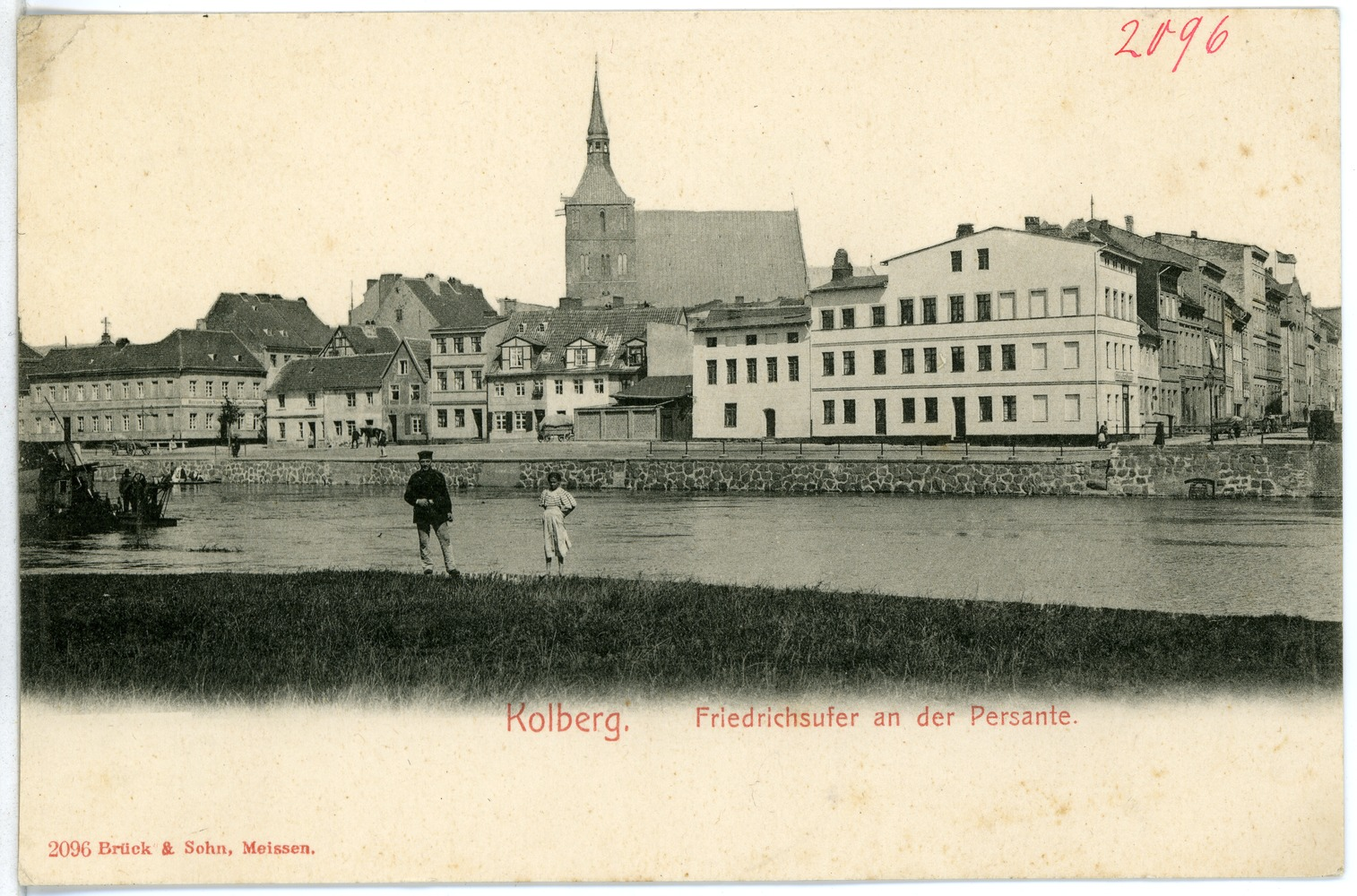
Kolberg diente neben Köslin als Herrschaftsmittelpunkt des Hochstifts Cammin, im Hintergrund die St.-Maria-Domkirche zu Kolberg

Sonstige größere oder/und historisch bedeutsame Städte (Auswahl):
- Bad Polzin/Połczyn-Zdrój
- Belgard/Białogard
- Cammin/Kamień Pomorski
- Dramburg/Drawsko Pomorskie
- Falkenburg/Złocieniec
- Gollnow/Goleniów
- Greifenberg/Gryfice
- Greifenhagen/Gryfino
- Körlin an der Persante/Karlino
- Labes/Łobez
- Naugard/Nowogard
- Neustettin/Szczecinek
- Pyritz/Pyrzyce
- Regenwalde/Resko
- Rummelsburg/Miastko
- Rügenwalde/Darłowo
- Schivelbein/Świdwin
- Schlawe/Sławno
- Stolpmünde/Ustka
- Treptow a. d. Rega/Trzebiatów